# Nipponopterus
Nipponopterus („křídlo z Nipponu“) byl rod pterosaura (ptakoještěra) z čeledi Azhdarchidae, který žil v období pozdní křídy (geologické věky turon až coniak) na území dnešního Japonska (ostrov Kjúšú, prefektura Kumamoto).

## Historie
Typový exemplář (sbírkové označení MDM 349) má podobu izolovaného fragmentu šestého krčního obratle, poprvé zběžně popsaného roku 2000 (kdy již byla fosilie zařazena do čeledi Azhdarchidae, bližší určení ale nebylo možné). Fosilie byla objevena v tzv. Lokalitě 1018 nedaleko přehradní nádrže Amagimi ve městě Mifune. Stejný název mají i sedimenty, spadající do geologického souvrství Mifune (či geologické skupiny Mifune). V roce 2025 dostala zkamenělina nové vědecké jméno, Nipponopterus mifunensis. Význam této fosilie tkví především v tom, že se jedná o vůbec první pterosauří taxon, popsaný z území Japonska. Nálezů z této skupiny ptakoještěrů dnes výrazně přibývá, a to z celého světa.

Porovnání rozměrů člověka a pterosaura rodu Nipponopterus.

## Popis
Nipponopterus byl zřejmě klasickým zástupcem azhdarchidů, měl tedy relativně dlouhý a silný bezzubý zobák, dlouhá silná křísla a zakrněnlý ocas. Odhadované rozpětí křídel u tohoto druhu činí jen 3 až 3,5 metru, patřil tedy k menším zástupcům. Největší azhdarchidi měli rozpětí křídel až v rozmezí 10 a 12 metrů a byli tak největšími létajícími živočichy všech dob.

## Zařazení
Nipponopterus byl zástupcem čeledi Azhdarchidae a podčeledi Quetzalcoatlinae. Mezi jeho nejbližší vývojové příbuzné patřily rody Quetzalcoatlus, Thanatosdrakon a Arambourgiania.
Mezi poněkud vzdálenější příbuzné pak spadají taxony Cryodrakon, Hatzegopteryx, Albadraco a Infernodrakon.